# Holomelaena caterva
Holomelaena caterva är en fjärilsart som beskrevs av Hampso. Holomelaena caterva ingår i släktet Holomelaena och familjen nattflyn. Inga underarter finns listade i Catalogue of Life.